# NGC 6784A
NGC 6784A (другие обозначения — PGC 63210, ESO 104-55A) — галактика в созвездии Павлин.
Этот объект не входит в число перечисленных в оригинальной редакции «Нового общего каталога» и был добавлен позднее.